# 구초 구치
구초 구치(이탈리아어: Guccio Gucci, 1881년 3월 26일~1953년 1월 2일)는 이탈리아의 패션 디자이너로 명품 브랜드 구찌의 창업자이다.

## 생애
구치는 피렌체에서 물류 상점 상인의 아들로 태어났다.
1900년대 초반, 구찌는 영국 런던에서 호텔 지배인으로 일하면서 우아한 상류층 손님들과 H.J. Cub & Sons과 같은 수화물 회사의 영감을 받았으며 곧 고향으로 돌아와 여행 가방과 액세서리들을 만들기 시작했다. 구치는 1921년에는 피렌체에 의류 기업을 설립했고, 각종 가죽 가방을 팔기 시작했다. 젊은 시절 구찌는 빠르게 명성을 쌓았고, 그의 회사에서 일할 수 있는 최고의 직원을 고용했다. 1938년부터 구찌는 자신의 사업을 로마로 확장했고 곧 구찌의 아들 알도, 바스코, 로돌프, 그리고 전직 영화배우인 우고가 합류하면서 그의 1인용 사업이 가족 사업으로 바뀌었다.
1951년에 구치는 밀라노에 가게를 열었고 2년 후, 그 회사는 미국 뉴욕주 맨해튼 상점의 개장과 함께 해외로 확장되었다.

## 같이 보기
- 살바토레 페라가모
- 루이 비통